# Самаєва Леся Василівна
Ле́ся Васи́лівна Сама́єва (нар. 28 червня 1975, Київ, УРСР) — українська акторка, телеведуча та заслужена артистка України (2016). Акторка Київського академічного театру драми і комедії на лівому березі Дніпра. Нагороджена Орденом княгині Ольги III ступеня (2021).
Лауреат театральної премії «Київська пектораль» (2007), а також шестиразова номінантка на цю нагороду (2008, 2009, 2010, 2015, 2016, 2017). Член Національної спілки театральних діячів України і Національної спілки кінематографістів України.

## Біографія
Народилась 28 червня 1975 року в Києві в родині журналістів. В 1996 році закінчила Київський державний інститут театрального мистецтва імені Івана Карпенка-Карого (зараз Київський національний університет театру, кіно і телебачення імені Івана Карпенка-Карого), курс Заслуженого діяча мистецтв України Л. А. Олійника.
З 1996 року акторка Київського академічного театру драми і комедії на лівому березі Дніпра.

### Сім'я
- З першим чоловіком, актором пробула  у шлюбі 3 роки.
- Другий чоловік — актор Андрій Самінін (у шлюбі з 17 березня 2001 року).
- Дочка — Марія Самініна (2002).

## Фільмографія

### Кіно
- «Звичайна справа» (2012) — дружина Толіка
- «Хайтарма» (2013) — російська сусідка
- «Скажене весілля» (2018) — Галина Середюк
- «Скажене весілля 2» (2019) — Галина Середюк
- «Пекельна Хоругва, або Різдво Козацьке» (2019) — Одарка

### Телебачення
- «Сестри по крові» (2005—2006) — Танюша
- «Операція «ЧеГевара»» (2008) — Оля
- «Тільки кохання» (2009) — Дарина Олексіївна
- «Домашній арешт» (2010) — Ната Малуха
- «Село на мільйон» (2016) — Рената
- «Таємниці» (2019) — Зіна
- «Юрчишини» (2019) — Олена
- «Останній день війни» (2020) — Люська
- Рідня (2020) — Вікторівна

## Ролі в театрі

### Київський академічний театр драми і комедії на лівому березі Дніпра
- Мальвіна — «Новорічні пригоди Буратіно» А. Гетманського (1996)
- Лукреція — «Комедія про принадність гріха» за п'єсою Нікколо Макіавеллі «Мандрагора» (1996)
- Людмила Рутілова — «Кручений біс» Федора Сологуба (1997)
- Саша — «Живий труп» Льва Толстого (1997)
- Нінетта — «Любов до трьох апельсинів» Карло Гоцці (1997)
- Рахіль — «Ти, кого любить моя душа» за п'єсою Надії Птушкіної «Овечка» (1998)
- Б'янка, Дездемона — «Венеціанський мавр («Отелло»)» Вільяма Шекспіра (1998)
- Міс Мейбл Чілтерн — «Ідеальний чоловік» Оскара Уайльда (1999)
- Віола — «Що ви загубили в чужих снах?» за п'єсою Макса Фріша «Санта Крус» (1999)
- Надя — «Довічний чоловік» Федора Достоєвського (1999)
- Кітті Щербацька — «Анна Кареніна» Льва Толстого (2000)
- Маруся Чурай — «Нехай одразу двох не любить…» за п'єсою Михайла Старицького «Ой, не ходи, Грицю…» (2000)
- Сільветта — «Тайна пристрасті жагучої» за п'єсою Едмона Ростана «Романтики» (2003)
- Роксана — «Сірано де Бержерак» Едмона Ростана (2005)
- Жінка із родини Монтеккі — «Ромео і Джульєтта» Вільяма Шекспіра (2005)
- Флавія Брент — «Глядачі на виставу не допускаються!» за п'єсою Майкла Фрейна «Театр» (2006)
- Медсестра Марія — «Черга» Олександра Марданя (2006)
- Миронова — «Голубчики мої!..» за творами Федора Достоєвського і Олександра Володіна (2006)
- Людмила — «Останній герой» Олександра Марданя (2007)
- Шарлотта Гейз — «Лоліта» за романом Володимира Набокова «Лоліта» (2008)
- Нюра — «Граємо Чонкіна» за романом Володимира Войновича «Життя і незвичайні пригоди солдата Івана Чонкіна» (2009)

### Національний центр театрального мистецтва імені Леся Курбаса
- Ніна Зарічна «Чайка» Антона Чехова (1999)
- Єва «Авва і Смерть» Оксани Танюк (2008)

## Нагороди та номінації
| Рік                                             | Категорія                                               | Робота                                  | Результат |
| ----------------------------------------------- | ------------------------------------------------------- | --------------------------------------- | --------- |
| Київська пектораль                              |                                                         |                                         |           |
| 2007                                            | Найкраще виконання жіночої ролі                         | Черга                                   | Перемога  |
| 2008                                            | Найкраще виконання жіночої ролі                         | Останній герой                          | Номінація |
| 2009                                            | Найкраще виконання жіночої ролі першого / другого плану | Лоліта                                  | Номінація |
| 2010                                            | Найкраще виконання жіночої ролі першого / другого плану | Граємо Чонкіна                          | Номінація |
| 2015                                            | Найкраще виконання жіночої ролі другого плану           | Веселощі сердечні, або Кепка з карасями | Номінація |
| 2016                                            | Найкраще виконання жіночої ролі другого плану           | Співай, Лоло, співай!                   | Номінація |
| 2017                                            | Найкраще виконання жіночої ролі другого плану           | Безприданиця. Версія                    | Номінація |
| Кінофестиваль студентських робіт «Відкрита ніч» |                                                         |                                         |           |
| 2004                                            | Найкраща жіноча роль                                    | Гунька                                  | Перемога  |
| Премія НСТДУ                                    |                                                         |                                         |           |
| 2009                                            | Премія імені Віри Левицької                             |                                         | Перемога  |